# 嫩加纳胡沙布县

所在位置

嫩加纳胡沙布县(乌尔都语: ضلع ننکانہ صاحب)，巴基斯坦旁遮普省的一个县，位于该省北部。总面积2,960平方公里，总人口1,634,871(2023)。
縣治為嫩加纳胡沙布。

## 行政区划
嫩加纳胡沙布县辖有3个乡。